# Cre/ation - The Early Years 1967-1972
Cre/ation - The Early Years 1967-1972 è una raccolta del gruppo musicale britannico Pink Floyd pubblicata l'11 novembre 2016, primo album del gruppo uscito con la nuova etichetta Pink Floyd Records.

## Descrizione
È la versione ridotta del box set The Early Years 1965-1972 e comprende vari brani composti dal gruppo nel periodo 1967-1972 tra cui i primi due singoli del gruppo con Syd Barrett (Arnold Layne, See Emily Play), alcuni inediti e vari estratti che vanno dall'album The Piper at the Gates of Dawn a Obscured by Clouds.

## Tracce
CD 1
1. Arnold Layne – 2:57
2. See Emily Play – 2:55
3. Matilda Mother (2010 mix) – 3:59
4. Jugband Blues (2010 mix) – 3:02
5. Paintbox – 3:47
6. Flaming (BBC Radio Session, 25 Sept. 1967) – 2:42
7. In the Beechwoods (2010 mix) – 4:43
8. Point Me at the Sky – 3:41
9. Careful with That Axe, Eugene (single version) – 5:48
10. Embryo (Picnic - Harvest Records sampler) – 4:42
11. Ummagumma Radio Ad (Capitol US) – 0:22
12. Grantchester Meadows (BBC Radio Session, 12 May 1969) – 3:46
13. Cymbaline (BBC Radio Session, 12 May 1969) – 3:39
14. Interstellar Overdrive (Live, Paradiso, Amsterdam, 9 Aug. 1969) – 4:24
15. Green Is the Colour (BBC Radio Session, 12 may 1969) – 3:21
16. Careful with That Axe, Eugene (BBC Radio Session, 12 may 1969) – 3:28

CD 2
1. On the Highway (Zabriskie Point Remix) – 1:16
2. Auto Scene Version 2 (Zabriskie Point Remix) – 1:14
3. The Riot Scene (Zabriskie Point Remix) – 1:40
4. Looking At Map (Zabriskie Point Remix) – 1:56
5. Take Off (Zabriskie Point Remix) – 1:20
6. Embryo (BBC Radio Session, 16 July 1970) – 10:13
7. Atom Heart Mother (Band only Live Montreux, 21 Nov. 1970) – 18:01
8. Nothing Part 14 (Echoes work in progress) – 7:01
9. Chidhood's End (2016 Remix) – 4:33
10. Free Four (2016 Remix) – 4:16
11. Stay (2016 Remix) – 4:08